# 25038 Matebezdek
25038 Matebezdek è un asteroide della fascia principale. Scoperto nel 1998, presenta un'orbita caratterizzata da un semiasse maggiore pari a 2,3120584 au e da un'eccentricità di 0,1632597, inclinata di 3,00147° rispetto all'eclittica.
L'asteroide è dedicato a Mate Jozsef Bezdek.